# Yaguajay
Yaguajay är en ort i Kuba.   Den ligger i provinsen Provincia de Sancti Spíritus, i den centrala delen av landet, 300 km öster om huvudstaden Havanna. Yaguajay ligger 33 meter över havet och antalet invånare är 42 218.
Terrängen runt Yaguajay är platt norrut, men söderut är den kuperad. Runt Yaguajay är det ganska glesbefolkat, med 42 invånare per kvadratkilometer. Det finns inga andra samhällen i närheten. I omgivningarna runt Yaguajay växer i huvudsak städsegrön lövskog.